# Unione Sportiva Cavese 1924-1925
Questa pagina raccoglie i dati riguardanti la Unione Sportiva Cavese nelle competizioni ufficiali della stagione 1924-1925.

## Rosa
| N. |                   | Ruolo | Calciatore     |
| -- | ----------------- | ----- | -------------- |
|    | Italia (bandiera) | P     | Pasquarelli    |
|    | Italia (bandiera) | P     | Vescovi        |
|    | Italia (bandiera) | D     | Roncali        |
|    | Italia (bandiera) | D     | Zita           |
|    | Italia (bandiera) | C     | Chierici       |
|    | Italia (bandiera) | C     | Carlo Fracchia |
|    | Italia (bandiera) | C     | Piccolo        |
|    | Italia (bandiera) | C     | Cavaliere      |

| N. |                     | Ruolo | Calciatore         |
| -- | ------------------- | ----- | ------------------ |
|    | Italia (bandiera)   | C     | Luciani            |
|    | Italia (bandiera)   | A     | Guasco             |
|    | Italia (bandiera)   | A     | Polisano           |
|    | Ungheria (bandiera) | A     | Mayer              |
|    | Austria (bandiera)  | A     | Willibald Stejskal |
|    | Italia (bandiera)   | A     | Rastelli           |
|    | Italia (bandiera)   | A     | Angelo Parodi      |
|    | Italia (bandiera)   | A     | Rastelli           |

## Risultati

### Prima Divisione

#### Girone campano

##### Girone di andata
| Arbitro: | Ambrosini |

|                     |           |  |
| Stejskal ?’, ?’, ?’ | Marcatori |  |

| Arbitro: | Galassi (Roma) |

|                              |           |  |
| Gaia 17’ (aut.) Rastelli 87’ | Marcatori |  |

| Arbitro: | Turbiani (Ferrara) |

|              |           |            |
| Stejskal 40’ | Marcatori | 15’ Blount |

##### Girone di ritorno
| Salerno 29 marzo 1925 4ª giornata | Salernitanaudax | 0 – 2 A tav. (forfait) | Cavese | Campo di Piazza d'Armi |

| Arbitro: | Ambrosini |

|             |           |  |
| Miltone 30’ | Marcatori |  |

| Arbitro: | Mauro (Milano) |

|            |           |            |
| Blount 72’ | Marcatori | 52’ Guasco |

#### Semifinali Lega Sud - girone B

##### Girone di andata
| Arbitro: | Galassi (Roma) |

|                         |           |               |
| Guasco 70’ Polisano 78’ | Marcatori | 27’ Stracuzzi |

| Arbitro: | Cornaro (Roma) |

|  |           |              |
|  | Marcatori | 22’ Stejskal |

| Roma 3 maggio 1925 3ª giornata                                        | Alba Roma | 5 – 0 | Cavese | Stadio Nazionale |
| \| \| \| \| \| Ziroli ?’, ?’ Degni ?’, ?’ Scioscia \| Marcatori \| \| |           |       |        |                  |
|                                                                       |           |       |        |                  |
| Ziroli ?’, ?’ Degni ?’, ?’ Scioscia                                   | Marcatori |       |        |                  |

##### Girone di ritorno
| Messina 10 maggio 1925 4ª giornata | Messinese     | 0 – 0 | Cavese | Campo “Enzo Geraci” alla Cittadella\| Arbitro: \| Celano (Roma) \| |
| Arbitro:                           | Celano (Roma) |       |        |                                                                    |

| 17 maggio 1925 5ª giornata | Cavese | 2 – 0 A tav. | Liberty |  |

| Arbitro: | Argento (Napoli) |

|                   |           |            |
| Rovida 52’ (aut.) | Marcatori | 62’ Ziroli |

## Statistiche

### Statistiche di squadra
| Competizione                          | Punti | In casa | In casa | In casa | In casa | In casa | In casa | In trasferta | In trasferta | In trasferta | In trasferta | In trasferta | In trasferta | Totale | Totale | Totale | Totale | Totale | Totale | DR |
| Competizione                          | Punti | G       | V       | N       | P       | Gf      | Gs      | G            | V            | N            | P            | Gf           | Gs           | G      | V      | N      | P      | Gf     | Gs     | DR |
| ------------------------------------- | ----- | ------- | ------- | ------- | ------- | ------- | ------- | ------------ | ------------ | ------------ | ------------ | ------------ | ------------ | ------ | ------ | ------ | ------ | ------ | ------ | -- |
| Prima Divisione-Campania              | 8     | 3       | 2       | 1       | 0       | 6       | 1       | 3            | 1            | 1            | 1            | 3            | 2            | 6      | 3      | 2      | 1      | 9      | 3      | +6 |
| Prima Divisione-Semifinale B Lega Sud | 8     | 3       | 2       | 1       | 0       | 5       | 2       | 3            | 1            | 1            | 1            | 1            | 5            | 6      | 3      | 2      | 1      | 6      | 7      | -1 |

### Statistiche dei giocatori
| Giocatore   | Prima Divisione | Prima Divisione |
| Giocatore   | Presenze        | Reti            |
| ----------- | --------------- | --------------- |
| Accarino    | 5               | 0               |
| Cavaliere   | 5               | 0               |
| Chierici    | 1               | 0               |
| C. Fracchia | 11              | 0               |
| Guasco      | 11              | 2               |
| Luciani     | 1               | 0               |
| Mayer       | 5               | 0               |
| A. Parodi   | 8               | 0               |
| Pasquarelli | 10              | -10             |
| Piccolo     | 9               | 0               |
| Polisano    | 11              | 1               |
| Rastelli    | 11              | 1               |
| Roncali     | 11              | 0               |
| W. Stejskal | 11              | 5               |
| Vescovi     | 1               | 0               |
| Zita        | 10              | 0               |